# Giubbottino
Giubbottino è un singolo della cantante italiana Margherita Vicario, pubblicato il 17 gennaio 2020 su etichetta Island Records.

## Video musicale
Il videoclip del brano, diretto da Francesco Coppola e prodotto da Anemone Film, è stato pubblicato il 17 gennaio 2020 sul canale YouTube della cantante. Le riprese si sono tenute all'interno di Palazzo Ferrajoli, a Roma, avendo come oggetto una sfilata di moda maschile il cui pubblico comprende solo donne di un ceto medio-alto. Tra le protagoniste del video, oltre alla cantante, i modelli e le ballerine, ci sono: Teresa Romagnoli, Marit Nissen, Sofia Odescalchi, Simonetta Solder, Eleonora Russo e Fabrizia Sacchi.

## Tracce
Testi di Margherita Vicario, musiche di Dade e Dardust.
1. Giubbottino – 3:24